# Randstad Sverige
Randstad Sverige är ett auktoriserat bemannings- och rekryteringsföretag, och är en del av det globala HR-service företaget Randstad NV. Randstad har varit verksamma i Sverige sedan hösten 2004 då bemanningsspecialist-företaget Arvako förvärvades. Hösten 2016 förvärvade Randstad även det nordiska bemanningsföretaget Proffice. I Profficekoncernen ingick även Dfind IT, Dfind Finance och Dfind Science & Engineering (som jobbar med konsultuthyrning och rekrytering av IT-specialister, ekonomer och ingenjörer) samt Antenn Consulting (specialiserade inom omställningsstöd, outplacement och karriärutveckling). Proffice bytte vid förvärvet namn till Randstad. Den 1 juni 2018 fusionerades Dfind-bolagen med Randstad.